# Período legislativo de 2024 a 2029 de Panamá
En las elecciones generales de 2024, 71 diputados de la Asamblea Nacional fueron elegidos para representar 39 circuitos electorales durante el período legislativo de 2024 a 2029. Las sesiones iniciaron, en la Ciudad de Panamá, el 1 de julio de 2024 y se tiene previsto que concluyan el 30 de junio de 2029, durante los cinco años del gobierno de José Raúl Mulino. Este es el octavo periodo legislativo en Panamá desde la restauración de la democracia a partir de la invasión estadounidense de 1989.
Ninguna coalición electoral obtuvo una mayoría absoluta en la Asamblea Nacional, con los diputados de libre postulación, aglutinados en la Coalición Vamos convirtiéndose en la mayor agrupación política al obtener 20 curules. La coalición de gobierno entre Realizando Metas y el Partido Alianza obtuvo 17 curules; mientras que la coalición del gobierno saliente entre el Partido Revolucionario Democrático y MOLIRENA perdió un total de 27 curules con respecto al periodo anterior, obteniendo 13 escaños como parte de la peor derrota electoral en su historia. Las 21 curules restantes fueron obtenidas por Cambio Democrático y el Partido Panameñista, ambos con 8 curules; el Movimiento Otro Camino, con 3 curules, y el Partido Popular, con 2 curules. PAIS fue el único partido habilitado para participar en las elecciones que no obtuvo ninguna curul, lo que contribuyó a su disolución por el Tribunal Electoral.
Este es el primer periodo legislativo desde la restauración de la democracia en que el PRD, Cambio Democrático ni el Partido Panameñista son parte de una coalición electoral con mayoría absoluta en la Asamblea Nacional. Asimismo, es la primera vez en toda la historia republicana de Panamá en que los diputados de libre postulación constituyen la mayor agrupación política en la Asamblea Nacional.

## Antecedentes

### Período legislativo anterior
En las elecciones generales de 2019, la coalición entre el PRD y MOLIRENA obtuvo una mayoría absoluta en la Asamblea Nacional con 35 y 5 curules, respectivamente; mientras que su candidato presidencial, Laurentino Cortizo, fue elegido en una ajustada contienda como el tercer presidente del PRD desde la invasión estadounidense de 1989. Cambio Democrático, que logró el segundo lugar en las elecciones presidenciales, obtuvo 18 curules en la Asamblea Nacional; mientras que el Partido Panameñista, que lideraba el gobierno saliente y logró su peor resultado electoral desde la restauración de la democracia, obtuvo 8 escaños. Las cinco curules restantes fueron obtenidas por candidatos de libre postulación, que recibieron un excepcional apoyo electoral, luego de que Ana Matilde Gómez fuese la única diputada independiente en el periodo anterior.
El periodo legislativo entre 2019 y 2024 se desarrolló en el contexto de conflictos y crisis internacionales como la pandemia de COVID-19 y su impacto socioeconómico, la invasión rusa de Ucrania y la crisis financiera global del 2023.A nivel doméstico, el contexto internacional y los escándalos de corrupción causaron una inestabilidad constante en el territorio nacional durante la presidencia de Laurentino Cortizo, desencadenando múltiples manifestaciones, procesos legales e investigaciones de carácter periodístico sobre estos aspectos. Asimismo, las protestas de 2022 y 2023 contribuyeron significativamente al deterioro de la imagen pública del gobierno, especialmente de la Asamblea Nacional y sus diputados.

### Controversias electorales
Luego de que se oficializaran los resultados de las elecciones generales de 2024, se presentaron impugnaciones a la proclamación de un total de 14 curules, todas ellas en circuitos plurinominales. Los juzgados del Tribunal Electoral desestimaron todas excepto la impugnación contra la adjudicación de una curul en el circuito 8-2 a Luis Omar Ortega (RM), que fue admitida el 10 de junio de 2024. Los demandantes apelaron las desestimaciones en los circuitos 1-1, contra la adjudicación de Benicio Robinson (PRD); 2-3, contra Nelson Jackson (PRD, MOLIRENA, RM, ALIANZA); 8-2, contra los cuatro diputados electos por libre postulación (Eduardo Gaitán, Luis Duke, Alexandra Brenes y Yarelis Rodríguez); y 8-4, contra los cinco diputados electos (Roberto Zúñiga y Jorge Bloise, de libre postulación; Ernesto Cedeño y Grace Hernández, de MOCA; y Javier Sucre, del PRD). Todas ellas fueron rechazadas por los juzgados administrativos electorales y en segunda instancia por los Magistrados del Tribunal Electoral, quienes entregaron las credenciales de 70 diputados el 21 de junio de 2024, en una ceremonia solemne llevada a cabo en la Sede del Tribunal Electoral, en Ancón, Ciudad de Panamá.
El proceso jurídico por la impugnación contra Ortega, presentada por la exdiputada Zulay Rodríguez, inició el 3 de julio de 2024 y eventualmente fue concluido el 12 de julio con la validación de la adjudicación original por el Juzgado Segundo Administativo Electoral, a cargo de la juez Edmara Lisbeth Jaén; Rodríguez apeló esta decisión ante los magistrados del Tribunal Electoral, quienes confirmaron la decisión inicial el 30 de julio. Ortega fue juramentado como diputado el 5 de agosto de 2024, un mes después del inicio de la primera legislatura. Numerosas fuentes cuestionaron la naturaleza de las impugnaciones, argumentando que se utilizaron como un instrumento para impedir que los candidatos de libre postulación y el Movimiento Otro Camino (quienes fueron más impactados por ellas) asumieran sus cargos.

## Eventos destacados

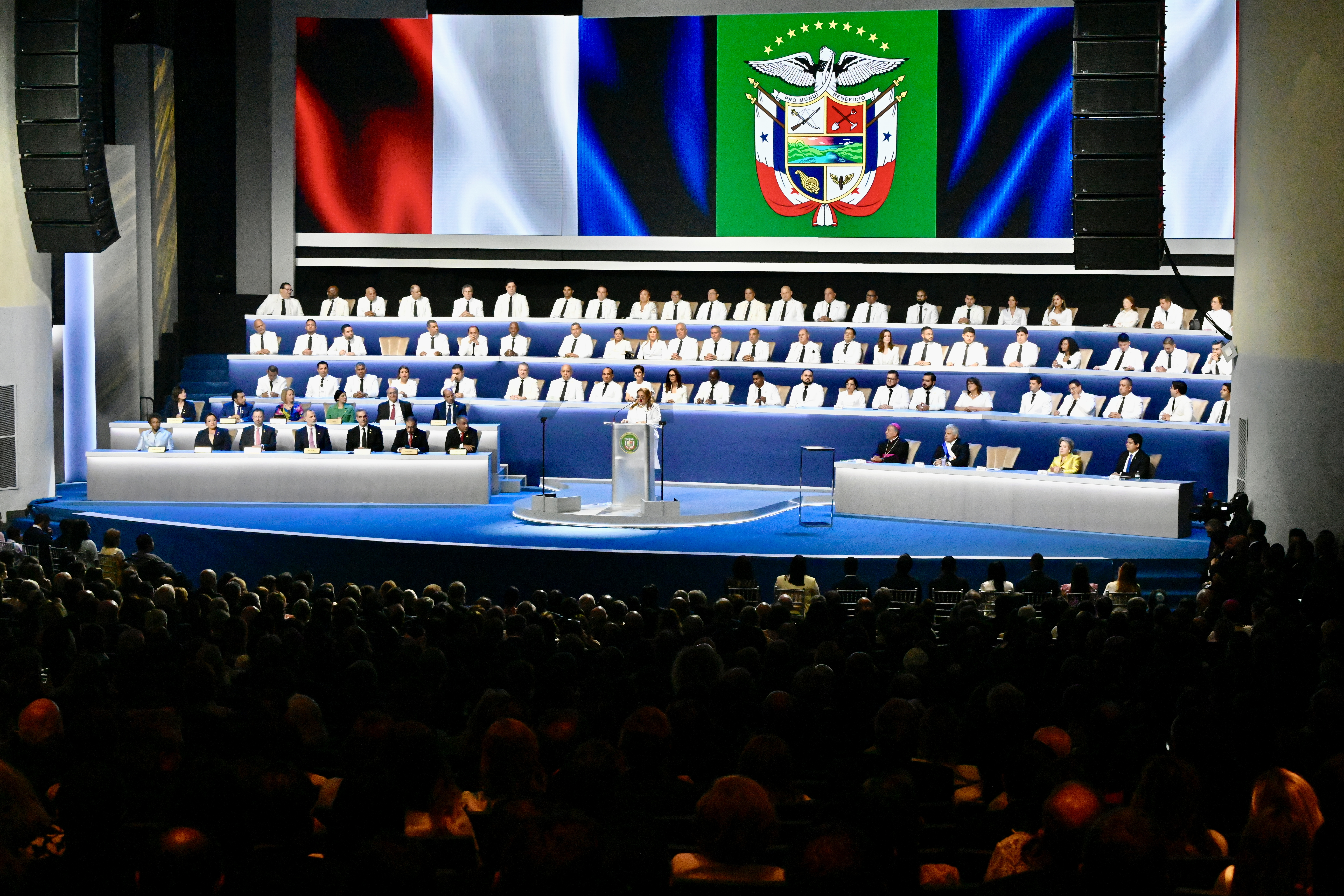
La presidenta de la Asamblea, Dana Castañeda, brinda un discurso durante la investidura presidencial de José Raúl Mulino, con los demás diputados en el fondo

- 1 de julio de 2024: Setenta diputados, de los cuales 58 son nuevos miembros, se juramentan en el cargo y participan en la investidura presidencial de José Raúl Mulino.[43]
- 11–17 de julio de 2024: Se declara sesión permanente para determinar a los miembros de las 15 comisiones permanentes.[44]
- 8 de agosto de 2024: Se vota 42–3–24 para ratificar al diputado Nelson Jackson como director en representación del Órgano Legislativo ante la junta directiva del Canal de Panamá.[45]
- 22 de agosto de 2024: Se vota 47–24 para ratificar a Anel Flores como Contralor General de la República.[46]
- 4 de septiembre de 2024: Se vota 46–22 para ratificar a Dino Mon como director de la Caja de Seguro Social.[51]
- 11 de septiembre de 2024: Se aprueba la primera ley tras su discusión en tercer debate.[52]
- 17 de septiembre de 2024: Se vota 59–1–1 para ratificar a Rutilio Villareal como director del Instituto de Acueductos y Alcantarillados Nacionales.[53]
- 10–31 de octubre de 2024: Se discuten tres versiones distintas del Presupuesto General del Estado para la vigencia fiscal de 2025.[54]
- 22 de octubre de 2024: Se vota 68–0 para ratificar a Luis Carlos Gómez Rudy como Procurador General de la Nación.[55]
- 24 de octubre de 2024: Se vota 48–0 para ratificar a Grettel Villalaz de Allen como Procuradora de la Administración.[56]
- 6 de noviembre – 31 de diciembre de 2024: Se convocan sesiones extraordinarias para discutir reformas a la Caja de Seguro Social.[57]
- 2 de enero de 2025: El presidente José Raúl Mulino brinda su primer discurso semestral sobre el estado actual del gobierno nacional.[58]
- 13 de marzo de 2025: Luego de seis meses de discusión, se vota 48–23 para aprobar las reformas a la Caja de Seguro Social.[59][60][61]
- 2–4 de junio de 2025: El diputado independiente Betserai Richards se disvincula de la Bancada Independiente Vamos luego de tensiones internas.[62] Dos días después, el diputado Manuel Cheng también abandona la bancada y se une a la Bancada Mixta Democrática.[63]
- 8 de mayo – 26 de junio de 2025: Se convocan sesiones extraordinarias para que se evalúen las nominaciones pendientes de considerar para determinados cargos estatales.[64]   El 3 de junio, el presidente Mulino decide extenderlas para realizar modificaciones a la ley de intereses preferenciales y otras leyes con significativa oposición popular.[65]
- 1 de julio de 2025: Un bloque opositor de 37 diputados elige a Jorge Herrera como presidente para el periodo 2025-2026,[66] al mismo tiempo que se elige al resto de la junta directiva.[67] El presidente Mulino brinda su segundo discurso semestral sobre el estado del gobierno nacional.
- 8 de julio de 2025: La junta directiva aprueba la constitución de la Bancada Seguimos, integrada por los miembros del Movimiento Otro Camino y el diputado independiente Betserai Richards. La diputada Patsy Lee del Partido Popular se mantiene como la única sin una bancada legislativa.[68]
- 4 de agosto de 2025: Luego de más de un mes de negociaciones, el pleno alcanza constituir bajo consenso trece de 15 comisiones permanentes y somete, por primera vez en la historia, dos comisiones a votación: Credenciales y Gobierno.[69]
- 5 de agosto de 2025: El diputado Jorge Bloise se convierte en el primer independiente en ser elegido presidente de una comisión permanente.[70]

## Legislación destacada

### Legislación aprobada

#### Legislación del periodo 2024-2025
1. A.N. 8: Que dicta el presupuesto del Canal de Panamá, para la vigencia fiscal del 1 de octubre de 2024 al 30 de septiembre de 2025.
2. A.N. 9: Que modifica artículos de la Ley 418 de 2023, por la cual se dicta el Presupuesto General del Estado para la vigencia fiscal de 2024.
3. A.N. 36: Que establece la enseñanza obligatoria como eje transversal de la educación nutricional en el primer y segundo nivel de enseñanza en los centros educativos oficiales y particulares.
4. A.N. 37: Que declara el 10 de diciembre de cada año como el Día de los Derechos Humanos en la República de Panamá.
5. A.N. 76: Que modifica la Ley 16 de 1995, que reorganiza el Instituto Panameño de Deportes para fortalecer el sistema de control antidopaje y alinear a Panamá con los estándares internacionales.
6. A.N. 24: Que modifica la Ley 186 de 2020 sobre sociedades de emprendimiento y fortalece el apoyo a los micro emprendedores.
7. A.N. 66: Que aprueba el acuerdo de Asistencia Legal Recíproca en materia penal entre el gobierno de la República de Panamá y el gobierno de la República Francesa, hecho en Panamá el 11 de julio de 2023.
8. A.N. 64: Que aprueba el acuerdo, en el marco de la Convención de Naciones Unidas, sobre el derecho del mar relativo a la conservación y el uso sostenible de la biodiversidad biológica marina situada fuera de la jurisdicción nacional, adoptado en Nueva York el 19 de junio de 2023.
9. A.N. 65: Que aprueba el Tratado de Asistencia Legal Mutua en materia penal entre la República de Panamá y la Confederación Suiza.
10. A.N. 72: Que modifica un artículo de la Ley 56 de 2004, que establece el 1 de noviembre de cada año como Día del Niño.
11. A.N. 68: Que aprueba el Protocolo relativo a enmiendas de los artículos 50 A del Convenio sobre Aviación Civil Internacional, hechas en Montreal el 6 de octubre de 2016.
12. A.N. 69: Que aprueba el Protocolo relativo a enmiendas de los artículos 56 del Convenio sobre Aviación Civil Internacional, hechas en Montreal el 6 de octubre de 2016.
13. A.N. 70: Que aprueba el Acuerdo de Servicios Aéreos entre el gobierno de Panamá y el gobierno de Barbados, suscritos en Panamá el 4 de abril de 2024.
14. A.N. 15: Que garantiza el acceso al agua potable, establece medidas para su conservación e incentiva su protección y la del ambiente
15. A.N. 67: Que aprueba el Convenio de Extradición entre el gobierno de la República de Panamá y el gobierno de la República Francesa, hecho en Panamá el 11 de julio de 2023.
16. A.N. 71: Que aprueba el Acuerdo de Marco de Cooperación entre Panamá y la República Dominicana, firmado en Santo Domingo el 8 de noviembre de 2022.
17. A.N. 45: Que establece políticas de prevención y protección contra la violencia sexual digital y mediática, y adiciona disposiciones al Código Penal.
18. A.N. 60: Que modifica artículos a la Ley 70 de 2011, sobre trata de personas y actividades conexas, modifica y deroga artículos del Código Penal; y dicta otras disposiciones.
19. A.N. 79: Que modifica la Ley 175 de 2020, General de Cultura, y dicta otras disposiciones relacionadas, adscribiendo los Centros Educativos e Institutos Técnicos Superiores de Bellas Altas y Folclore al Ministerio de Cultura, anteriormente bajo control del Ministerio de Educación.
20. A.N. 29: Que ordena la elaboración de textos únicos, su publicación en formato de datos abiertos y reforma la Ley 53 de 2005.
21. A.N. 20: Que establece la protección, inclusión y abordaje integral del Trastorno de Espectro Autista (TEA) en Panamá.
22. A.N. 18: Que crea el marco regulatorio que regula el uso, aplicación y comercialización de sustancias modelantes y/o relleno en tratamientos estéticos y establece otras disposiciones.
23. A.N. 138: Que modifica, adiciona y deroga artículos de la Ley 34 de 2008 sobre Responsabilidad Social Fiscal, modifica artículos a la Ley 38 de 2012 y dicta otras disposiciones.
24. A.N. 139: Que concede una moratoria tributaria para el pago de tributos nacionales y dicta otras disposiciones.
25. A.N. 84: Que declara como Patrimonio Histórico de la Nación a la Ruta Colonial Transístmica de Panamá; que incluye el Conjunto Monumental de Portobelo y San Lorenzo, Casco Antiguo, Panamá Viejo, Camino Real, Camino de Cruces y las ruinas de la Capilla de la Palangana.
26. A.N. 143: Que dicta el Presupuesto General del Estado para la vigencia fiscal 2025, el cual asciende a $30,111 millones de dólares, con un aumento de $3,276 millones con respecto al proyecto anterior y una reducción de sólo 1.89% respecto al presupuesto de 2024, equivalente a $579 millones.
27. A.N. 127: Que modifica los artículos 214 y 219 del Código Penal y el artículo 220 del Código Procesal Penal, con el objetivo de aumentar las penas de 5 a 10 años de prisión por hurtos en centros educativos, de salud y oficinas.
28. A.N. 30: Que declara y celebra el desfie de vestido tradicional, el 27 de octubre de cada año, en la Comarca Ngäbe-Buglé y se adoptan otras disposiciones.
29. A.N. 77: Que establece el procedimiento para el traspaso a la Nación de las fincas o áreas destinadas a uso público de las urbanizaciones, lotificaciones y parcelaciones; subroga la Ley 198 de 2021 y dicta otras disposiciones.
30. A.N. 26: Que regula la producción, comercialización y exportación del cáñamo en la República de Panamá.
31. A.N. 130: Que elimina los términos peyorativos usados en la legislación civil vigente para denominar a las personas con discapacidad.
32. A.N. 150: Que establece el marco legal para el fomento de la agricultura urbana en Panamá.
33. A.N. 23: Que adiciona artículos a leyes orgánicas que regulan empresas estatales, para determinar las prestaciones laborales de servidores públicos con ciertos cargos en empresas.
34. A.N. 90: Que establece el régimen de cámaras corporales utilizadas por la Policía Nacional de Panamá.
35. A.N. 186: Que autoriza la transferencia de fondos extraordinarios a la Caja de Seguro Social.
36. A.N. 153: Que establece reformas a la Ley Orgánica de la Caja de Seguro Social.
37. A.N. 136: Que establece la obligatoriedad de legislar con base en evidencia en la creación de tributos, mejora la transparencia y gobernanza de los incentivos fiscales, y reforma la ley 76 de 2019.
38. A.N. 165: Que modifica el Código Penal en materia relacionada al delito de hurto a motores fuera de borda.
39. A.N. 52: Que establece el uso obligatorio de sillas de retención infantil en vehículos particulares y dicta otras disposiciones.
40. A.N. 218: Que subroga la Ley 230 de 2021, que crea el sistema de Alerta AMBER para la ubicación rápida y expedita ante la desaparición o sustracción de personas menores de edad.
41. A.N. 49: Que modifica y adiciona artículos al Código Penal y el Código Procesal Penal con el objetivo de endurecer las penas por delitos de violencia sexual contra menores de edad, mujeres y personas con discapacidad.
42. A.N. 48: Que modifica el Código Penal y el Código Procesal Penal en materia de hurto pecuario.
43. A.N. 112: Que modifica un artículo de la Ley 99 de 1998, para denominar Gunayala a la Comarca Kuna Yala.
44. A.N. 182: Que modifica la Ley 182, que faculta a la Secretaría Nacional de Ciencia, Tecnología e Innovación (SENACYT) a transparentar, regular y administrar sus programas de becas.
45. A.N. 185: Que modifica la Ley 45 de 2007, que dicta normas sobre protección al consumidor y defensa de la competencia; disponiendo que el proveedor de bienes o servicios está obligado a colocar el precio final completo incluyendo los impuestos, tasas y cualquier otro cargo adicional en los anuncios, etiquetas, publicidad o comunicaciones comerciales.
46. A.N. 190: Que establece un régimen especial para los trabajadores de las empresas bananeras y de los productores independientes del banano.

#### Legislación del periodo 2025-2026
1. A.N. 61: Que establece medidas contra la ciberdelincuencia y la violencia sexual digital.
2. A.N. 205: Que aprueba el Convenio Iberoamericano de Cooperación sobre investigación, aseguramiento y obtención de prueba en materia de ciberdelincuencia, hecho en Madrid, el 28 de mayo de 2014.
3. A.N. 168: Que modifica la Ley 350 del 21 de diciembre de 2022, que regula el ejercicio de la abogacía en Panamá.
4. A.N. 204: Por el cual se adopta el Convenio de Cooperación entre los Estados miembros de la Conferencia de Ministros de Justicia de los Países Iberoamericanos en materia de equipos conjuntos de investigación, firmado en Chile.

## Composición

Composición de la Asamblea Nacional, durante este período legislativo, según circuito electoral

### Liderazgo

#### Junta directiva
- Presidente de la Asamblea Nacional: 
  - Dana Castañeda (RM), 1 de julio de 2024 – 30 de junio de 2025
  - Jorge Herrera (PAN), desde el 1 de julio de 2025
- Primer vicepresidente: 
  - Didiano Pinilla (CD), 1 de julio de 2024 – 30 de junio de 2025
  - Eduardo Vásquez (CD), desde el 1 de julio de 2025
- Segundo vicepresidente:
  - Jamis Acosta (RM), 1 de julio de 2024 – 30 de junio de 2025
  - Eliécer Castrellón (PP), desde el 1 de julio de 2025
- Secretario general: Carlos Alvarado (PRD)
- Subsecretario general: Fátima Agrazal (CD)

#### Jefes de bancada
- Jefe de la Bancada Independiente Vamos: 
  - Janine Prado (Veraguas, 9-1), 1 de julio de 2024 – 30 de junio de 2025[71]
  - Roberto Zúñiga (Panamá, 8-4), desde el 1 de julio de 2025[72]

- Jefe del Partido Realizando Metas: 
  - Alaín Cedeño (Panamá, 8-6), desde el 1 de julio de 2024[71]
- Jefe del Partido Revolucionario Democrático: 
  - Javier Sucre (Panamá, 8-4), 1 de julio de 2024 – 30 de junio de 2025[71]
  - Jairo Salazar (Colón, 3-1), desde el 1 de julio de 2025[73]
- Jefe del Partido Cambio Democrático: 
  - Yesica Romero (Bocas del Toro, 1-1), desde el 1 de julio de 2024[71]
- Jefe del Partido Panameñista: 
  - Jorge Herrera (Coclé, 2-4), desde el 1 de julio de 2024[71]
- Jefe de la Bancada Mixta Democrática: 
  - Eliécer Castrellón (Chiriquí, 4-6), desde el 1 de julio de 2024[71]

### Bancadas legislativas
| ▌ 3-1. Yamireliz Chong (LP) ▌ 4-1. Augusto Palacios (LP) ▌ 4-1. Carlos Saldaña (LP) ▌ 4-5. Jhonathan Vega (LP) ▌ 8-2. Eduardo Gaitán (LP) ▌ 8-2. Luis Duke (LP) ▌ 8-2. Alexandra Brenes (LP) ▌ 8-2. Yarelis Rodríguez (LP) ▌ 8-3. Walkiria Chandler (LP) ▌ 8-3. Paulette Thomas (LP) ▌ 8-4. Roberto Zúñiga (LP) ▌ 8-4. Jorge Bloise (LP) ▌ 8-5. Neftalí Zamora (LP) ▌ 8-5. Jorge González (LP) ▌ 8-6. Manuel Samaniego (LP) ▌ 9-1. Janine Prado (LP) ▌ 9-1. Miguel Ángel Campos (LP) ▌ 13-1. Lenin Ulate (LP) ▌ 13-4. Patsy Lee (PP-SB) ▌ 2-3. Dana Castañeda (RM) ▌ 3-1. Víctor De Jesús Castillo (RM) ▌ 3-1. Rogelio Revello (RM) ▌ 3-2. Nelson Jackson (RM) ▌ 4-1. Jamis Acosta (RM) ▌ 7-2. Ronald De Gracia (RM) ▌ 8-2. Luis Eduardo Camacho (RM) ▌ 8-2. Luis Omar Ortega (RM) ▌ 8-3. Sergio Gálvez (RM) ▌ 8-5. Ariel Vallarino (RM) ▌ 8-6. Alaín Cedeño (RM) ▌ 9-2. Tomás Benavides (RM) ▌ 13-1. Shirley Castañeda (RM) ▌ 13-4. Yuzaida Marín (RM) ▌ 13-4. Lilia Batista (RM) | ▌ 1-1. Benicio Robinson (PRD) ▌ 2-1. Néstor Guardia (PRD) ▌ 3-1. Jairo Salazar (PRD) ▌ 5-2. Jaime Vargas (PRD) ▌ 6-3. Marcos Castillero (PRD) ▌ 8-2. Raúl Pineda (PRD) ▌ 8-3. Crispiano Adames (PRD) ▌ 8-4. Javier Sucre (PRD) ▌ 8-6. Raphael Buchanan (PRD) ▌ 10-1. Flor Brenes (PRD) ▌ 10-2. Arquesio Arias (PRD) ▌ 12-2. Nixon Andrade (PRD) ▌ 1-1. Yesica Romero (CD) ▌ 2-1. Julio De La Guardia (CD) ▌ 2-2. Orlando Carrasquilla (CD) ▌ 6-1. Manuel Cohen (CD) ▌ 7-1. Carlos Afú (CD) ▌ 9-4. Didiano Pinilla (CD) ▌ 12-3. Gertrudis Rodríguez (CD) ▌ 13-2. Eduardo Vásquez (CD) ▌ 2-4. Jorge Herrera (PAN) ▌ 4-3. Ricardo Vigil (PAN) ▌ 4-3. Ariana Coba (PAN) ▌ 4-4. Medin Jiménez (PAN) ▌ 6-2. José Luis Varela (PAN) ▌ 9-3. Francisco Brea (PAN) ▌ 12-1. Roberto Archibold (PAN) ▌ 13-3. Edwin Vergara (PAN) ▌ 4-2. Osman Gómez (ALZ) ▌ 4-6. Eliécer Castrellón (PP) ▌ 5-1. Isaac Mosquera (MLRN) ▌ 8-1. Joan Guevara (ALZ) ▌ 13-1. Manuel Cheng (LP) ▌ 8-3. José Pérez Barboni (MOCA) ▌ 8-4. Ernesto Cedeño (MOCA) ▌ 8-4. Grace Hernández (MOCA) ▌ 8-6. Betserai Richards (LP) |

### Representación por provincia y comarca indígena
| ▌ 1-1. Yesica Romero (CD) ▌ 1-1. Benicio Robinson (PRD) ▌ 2-1. Julio De La Guardia (CD) ▌ 2-1. Néstor Guardia (PRD) ▌ 2-2. Orlando Carrasquilla (CD) ▌ 2-3. Dana Castañeda (RM) ▌ 2-4. Jorge Herrera (PAN) ▌ 3-1. Víctor De Jesús Castillo (RM) ▌ 3-1. Rogelio Revello (RM) ▌ 3-1. Yamireliz Chong (LP) ▌ 3-1. Jairo Salazar (PRD) ▌ 3-2. Nelson Jackson (RM) ▌ 4-1. Augusto Palacios (LP) ▌ 4-1. Carlos Saldaña (LP) ▌ 4-1. Jamis Acosta (RM) ▌ 4-2. Osman Gómez (ALZ) ▌ 4-3. Ricardo Vigil (PAN) ▌ 4-3. Ariana Coba (PAN) ▌ 4-4. Medin Jiménez (PAN) ▌ 4-5. Jhonathan Vega (LP) ▌ 4-6. Eliécer Castrellón (PP) ▌ 5-1. Isaac Mosquera (MLRN) ▌ 5-2. Jaime Vargas (PRD) ▌ 6-1. Manuel Cohen (CD) ▌ 6-2. José Luis Varela (PAN) ▌ 6-3. Marcos Castillero (PRD) ▌ 7-1. Carlos Afú (CD) ▌ 7-2. Ronald De Gracia (RM) | ▌ 8-1. Joan Guevara (ALZ) ▌ 8-2. Eduardo Gaitán (LP) ▌ 8-2. Luis Duke (LP) ▌ 8-2. Alexandra Brenes (LP) ▌ 8-2. Yarelis Rodríguez (LP) ▌ 8-2. Luis Eduardo Camacho (RM) ▌ 8-2. Luis Omar Ortega (RM) (desde el 5 de agosto de 2025) ▌ 8-2. Raúl Pineda (PRD) ▌ 8-3. Walkiria Chandler (LP) ▌ 8-3. Paulette Thomas (LP) ▌ 8-3. Crispiano Adames (PRD) ▌ 8-3. Sergio Gálvez (RM) ▌ 8-3. José Pérez Barboni (MOCA) ▌ 8-4. Roberto Zúñiga (LP) ▌ 8-4. Jorge Bloise (LP) ▌ 8-4. Ernesto Cedeño (MOCA) ▌ 8-4. Grace Hernández (MOCA) ▌ 8-4. Javier Sucre (PRD) ▌ 8-5. Neftalí Zamora (LP) ▌ 8-5. Jorge González (LP) ▌ 8-5. Ariel Vallarino (RM) ▌ 8-6. Betserai Richards (LP) ▌ 8-6. Manuel Samaniego (LP) ▌ 8-6. Alaín Cedeño (RM) ▌ 8-6. Raphael Buchanan (PRD) ▌ 9-1. Janine Prado (LP) ▌ 9-1. Miguel Ángel Campos (LP) ▌ 9-2. Tomás Benavides (RM) ▌ 9-3. Francisco Brea (PAN) ▌ 9-4. Didiano Pinilla (CD) ▌ 10-1. Flor Brenes (PRD) ▌ 10-2. Arquesio Arias (PRD) ▌ 12-1. Roberto Archibold (PAN) ▌ 12-2. Nixon Andrade (PRD) ▌ 12-3. Gertrudis Rodríguez (CD) ▌ 13-1. Lenin Ulate (LP) ▌ 13-1. Manuel Cheng (LP) ▌ 13-1. Shirley Castañeda (RM) ▌ 13-2. Eduardo Vásquez (CD) ▌ 13-3. Edwin Vergara (PAN) ▌ 13-4. Yuzaida Marín (RM) ▌ 13-4. Lilia Batista (RM) ▌ 13-4. Patsy Lee (PP) |

## Comisiones permanentes
| Comisión permanente                                                | Comisión permanente  | Junta directiva | Junta directiva      | Junta directiva | Junta directiva     | Junta directiva  | Junta directiva     | Ref.    |
| Nombre                                                             | Fecha de instalación | Presidente      | Presidente           | Vicepresidente  | Vicepresidente      | Secretario       | Secretario          | Ref.    |
| ------------------------------------------------------------------ | -------------------- | --------------- | -------------------- | --------------- | ------------------- | ---------------- | ------------------- | ------- |
| Economía y Finanzas                                                | 18 de julio de 2024  |                 | Ronald De Gracia     |                 | Manuel Cohen        |                  | Víctor Castillo     | [ 74 ]  |
| Economía y Finanzas                                                | 12 de agosto de 2025 |                 | Eduardo Gaitán       |                 | Isaac Mosquera      |                  | Manuel Cohen        | [ 75 ]  |
| Credenciales, Reglamento, Ética Parlamentaria y Asuntos Judiciales | 19 de julio de 2024  |                 | Shirley Castañeda    |                 | Yesica Romero       |                  | Nelson Jackson      | [ 76 ]  |
| Credenciales, Reglamento, Ética Parlamentaria y Asuntos Judiciales | 13 de agosto de 2025 |                 | Dana Castañeda       |                 | Ariel Vallarino     |                  | Arquesio Arias      | [ 77 ]  |
| Presupuesto                                                        | 23 de julio de 2024  |                 | Sergio Gálvez        |                 | Ariel Vallarino     |                  | Manuel Cohen        | [ 78 ]  |
| Presupuesto                                                        | 11 de agosto de 2025 |                 | Eduardo Vásquez      |                 | Sergio Gálvez       |                  | Francisco Brea      | [ 79 ]  |
| Asuntos Municipales                                                | 23 de julio de 2024  |                 | Jorge Herrera        |                 | Alaín Cedeño        |                  | Didiano Pinilla     | [ 80 ]  |
| Asuntos Municipales                                                | 6 de agosto de 2025  |                 | Medin Jiménez        |                 | Patsy Lee           |                  | Neftalí Zamora      | [ 81 ]  |
| Gobierno, Justicia y Asuntos Constitucionales                      | 24 de julio de 2024  |                 | Luis Eduardo Camacho |                 | Ariel Vallarino     |                  | Francisco Brea      | [ 82 ]  |
| Gobierno, Justicia y Asuntos Constitucionales                      | 13 de agosto de 2025 |                 | Luis Eduardo Camacho | Didiano Pinilla |                     | Raphael Buchanan | [ 83 ]              |         |
| Trabajo, Salud y Desarrollo Social                                 | 24 de julio de 2024  |                 | Alaín Cedeño         |                 | Yarelis Rodríguez   |                  | Carlos Afú          | [ 84 ]  |
| Trabajo, Salud y Desarrollo Social                                 | 11 de agosto de 2025 |                 | Edwin Vergara        |                 | Yarelis Rodríguez   | Crispiano Adames | [ 85 ]              |         |
| Asuntos Indígenas                                                  | 24 de julio de 2024  |                 | Gertrudis Rodríguez  |                 | Lenin Ulate         |                  | Roberto Archibold   | [ 86 ]  |
| Asuntos Indígenas                                                  | 11 de agosto de 2025 |                 | Roberto Archibold    |                 | Isaac Mosquera      |                  | Flor Brenes         | [ 87 ]  |
| Población, Ambiente y Desarrollo                                   | 24 de julio de 2024  |                 | Orlando Carrasquilla |                 | Walkiria Chandler   |                  | Yuzaida Marín       | [ 88 ]  |
| Población, Ambiente y Desarrollo                                   | 6 de agosto de 2025  |                 | Lenin Ulate          |                 | Edwin Vergara       |                  | Carlos Afú          | [ 89 ]  |
| Comercio y Asuntos Económicos                                      | 25 de julio de 2024  |                 | Ariana Coba          |                 | Yamireliz Chong     |                  | Julio De La Guardia | [ 90 ]  |
| Comercio y Asuntos Económicos                                      | 12 de agosto de 2025 |                 | Ernesto Cedeño       |                 | Ariana Coba         |                  | Jamis Acosta        | [ 91 ]  |
| Relaciones Exteriores                                              | 25 de julio de 2024  |                 | Joan Guevara         |                 | Walkiria Chandler   |                  | Eduardo Vásquez     | [ 92 ]  |
| Relaciones Exteriores                                              | 13 de agosto de 2025 |                 | Walkiria Chandler    |                 | Javier Sucre        |                  | Julio De La Guardia | [ 93 ]  |
| Educación, Cultura y Deportes                                      | 29 de julio de 2024  |                 | Lilia Batista        |                 | Gertrudis Rodríguez |                  | Isaac Mosquera      | [ 94 ]  |
| Educación, Cultura y Deportes                                      | 5 de agosto de 2025  |                 | Jorge Bloise         |                 | Gertrudis Rodríguez | Grace Hernández  | [ 70 ]              |         |
| Asuntos Agropecuarios                                              | 30 de julio de 2024  |                 | Ricardo Vigil        |                 | Tomás Benavides     |                  | Carlos Afú          | [ 95 ]  |
| Asuntos Agropecuarios                                              | 12 de agosto de 2025 |                 | Orlando Carrasquilla |                 | Osman Gómez         |                  | Raúl Pineda         | [ 96 ]  |
| Comunicación y Transporte                                          | 31 de julio de 2024  |                 | Rogelio Revello      |                 | Jorge González      |                  | Medin Jiménez       | [ 97 ]  |
| Comunicación y Transporte                                          | 13 de agosto de 2025 |                 | Shirley Castañeda    |                 | Rogelio Revello     |                  | Manuel Cheng        | [ 98 ]  |
| De la Mujer, la Niñez, la Juventud y la Familia                    | 6 de agosto de 2024  |                 | Yuzaida Marín        |                 | Paulette Thomas     |                  | Grace Hernández     | [ 99 ]  |
| De la Mujer, la Niñez, la Juventud y la Familia                    | 11 de agosto de 2025 |                 | Alexandra Brenes     |                 | Flor Brenes         |                  | Ernesto Cedeño      | [ 87 ]  |
| Infraestructura Pública y Asuntos del Canal                        | 7 de agosto de 2024  |                 | Eduardo Vásquez      |                 | Grace Hernández     |                  | Jamis Acosta        | [ 100 ] |
| Infraestructura Pública y Asuntos del Canal                        | 12 de agosto de 2025 |                 | José Pérez Barboni   |                 | Jamis Acosta        |                  | Yamireliz Chong     | [ 101 ] |

### Comisionados legislativos
| ▌ 3-1. Yamireliz Chong (LP) ▌ 4-1. Augusto Palacios (LP) ▌ 2-3. Dana Castañeda (RM) ▌ 8-5. Ariel Vallarino (RM) ▌ 1-1. Benicio Robinson (PRD) ▌ 10-2. Arquesio Arias (PRD) ▌ 6-2. José Luis Varela (PAN) ▌ 8-1. Joan Guevara (ALZ) ▌ 8-4. Ernesto Cedeño (MOCA) ▌ 8-2. Luis Duke (LP) ▌ 8-4. Roberto Zúñiga (LP) ▌ 9-1. Janine Prado (LP) ▌ 8-2. Luis Eduardo Camacho (RM) ▌ 13-1. Shirley Castañeda (RM) ▌ 3-1. Jairo Salazar (PRD) ▌ 8-6. Raphael Buchanan (PRD) ▌ 9-4. Didiano Pinilla (CD) ▌ 8-3. José Pérez Barboni (MOCA) ▌ 4-1. Carlos Saldaña (LP) ▌ 8-5. Neftalí Zamora (LP) ▌ 8-6. Manuel Samaniego (LP) ▌ 8-6. Betserai Richards (LP) ▌ 9-1. Janine Prado (LP) ▌ 3-1. Víctor De Jesús Castillo (RM) ▌ 7-2. Ronald De Gracia (RM) ▌ 8-3. Sergio Gálvez (RM) ▌ 1-1. Benicio Robinson (PRD) ▌ 8-3. Crispiano Adames (PRD) ▌ 8-6. Raphael Buchanan (PRD) ▌ 12-3. Gertrudis Rodríguez (CD) ▌ 13-2. Eduardo Vásquez (CD) ▌ 9-3. Francisco Brea (PAN) ▌ 4-6. Eliécer Castrellón (PP) ▌ 8-2. Eduardo Gaitán (LP) ▌ 8-2. Luis Duke (LP) ▌ 3-2. Nelson Jackson (RM) ▌ 8-5. Ariel Vallarino (RM) ▌ 8-2. Raúl Pineda (PRD) ▌ 6-1. Manuel Cohen (CD) ▌ 4-3. Ariana Coba (PAN) ▌ 12-1. Roberto Archibold (PAN) ▌ 5-1. Isaac Mosquera (MLRN) ▌ 4-5. Jhonathan Vega (LP) ▌ 8-2. Alexandra Brenes (LP) ▌ 8-5. Jorge González (LP) ▌ 2-3. Dana Castañeda (RM) ▌ 4-1. Jamis Acosta (RM) ▌ 2-1. Néstor Guardia (PRD) ▌ 2-1. Julio De La Guardia (CD) ▌ 4-3. Ariana Coba (PAN) ▌ 8-4. Ernesto Cedeño (MOCA) ▌ 3-1. Yamireliz Chong (LP) ▌ 4-1. Augusto Palacios (LP) ▌ 3-1. Rogelio Revello (RM) ▌ 4-1. Jamis Acosta (RM) ▌ 6-3. Marcos Castillero (PRD) ▌ 9-4. Didiano Pinilla (CD) ▌ 4-3. Ricardo Vigil (PAN) ▌ 13-1. Manuel Cheng (LP) ▌ 8-3. José Pérez Barboni (MOCA) ▌ 8-3. Paulette Thomas (LP) ▌ 8-4. Jorge Bloise (LP) ▌ 9-1. Miguel Ángel Campos (LP) ▌ 13-4. Yuzaida Marín (RM) ▌ 13-4. Lilia Batista (RM) ▌ 12-2. Nixon Andrade (PRD) ▌ 12-3. Gertrudis Rodríguez (CD) ▌ 4-2. Osman Gómez (ALZ) ▌ 8-4. Grace Hernández (MOCA) | ▌ 8-2. Yarelis Rodríguez (LP) ▌ 9-1. Miguel Ángel Campos (LP) ▌ 7-2. Ronald De Gracia (RM) ▌ 3-1. Jairo Salazar (PRD) ▌ 8-3. Crispiano Adames (PRD) ▌ 7-1. Carlos Afú (CD) ▌ 13-3. Edwin Vergara (PAN) ▌ 5-1. Isaac Mosquera (MLRN) ▌ 8-6. Betserai Richards (LP) ▌ 8-3. Walkiria Chandler (LP) ▌ 8-5. Jorge González (LP) ▌ 3-1. Rogelio Revello (RM) ▌ 13-1. Shirley Castañeda (RM) ▌ 1-1. Benicio Robinson (PRD) ▌ 8-3. Crispiano Adames (PRD) ▌ 2-2. Orlando Carrasquilla (CD) ▌ 4-3. Ricardo Vigil (PAN) ▌ 13-1. Manuel Cheng (LP) ▌ 4-5. Jhonathan Vega (LP) ▌ 8-2. Eduardo Gaitán (LP) ▌ 8-3. Walkiria Chandler (LP) ▌ 8-2. Luis Eduardo Camacho (RM) ▌ 8-6. Alaín Cedeño (RM) ▌ 5-2. Jaime Vargas (PRD) ▌ 8-4. Javier Sucre (PRD) ▌ 2-1. Julio De La Guardia (CD) ▌ 6-2. José Luis Varela (PAN) ▌ 4-1. Carlos Saldaña (LP) ▌ 4-5. Jhonathan Vega (LP) ▌ 13-4. Patsy Lee (PP) ▌ 9-2. Tomás Benavides (RM) ▌ 13-4. Lilia Batista (RM) ▌ 8-2. Raúl Pineda (PRD) ▌ 2-2. Orlando Carrasquilla (CD) ▌ 4-4. Medin Jiménez (PAN) ▌ 4-2. Osman Gómez (ALZ) ▌ 8-4. Roberto Zúñiga (LP) ▌ 13-1. Lenin Ulate (LP) ▌ 8-3. Sergio Gálvez (RM) ▌ 13-4. Yuzaida Marín (RM) ▌ 10-1. Flor Brenes (PRD) ▌ 12-2. Nixon Andrade (PRD) ▌ 12-3. Gertrudis Rodríguez (CD) ▌ 12-1. Roberto Archibold (PAN) ▌ 5-1. Isaac Mosquera (MLRN) ▌ 8-2. Yarelis Rodríguez (LP) ▌ 13-1. Lenin Ulate (LP) ▌ 8-2. Luis Omar Ortega (RM) ▌ 9-2. Tomás Benavides (RM) ▌ 1-1. Benicio Robinson (PRD) ▌ 10-2. Arquesio Arias (PRD) ▌ 7-1. Carlos Afú (CD) ▌ 13-3. Edwin Vergara (PAN) ▌ 8-4. Grace Hernández (MOCA) ▌ 8-2. Alexandra Brenes (LP) ▌ 8-3. Paulette Thomas (LP) ▌ 2-3. Dana Castañeda (RM) ▌ 3-1. Víctor De Jesús Castillo (RM) ▌ 5-2. Jaime Vargas (PRD) ▌ 10-1. Flor Brenes (PRD) ▌ 9-4. Didiano Pinilla (CD) ▌ 4-3. Ariana Coba (PAN) ▌ 8-4. Ernesto Cedeño (MOCA) ▌ 8-5. Neftalí Zamora (LP) ▌ 8-6. Manuel Samaniego (LP) ▌ 13-4. Patsy Lee (PP) ▌ 8-2. Luis Omar Ortega (RM) ▌ 8-6. Alaín Cedeño (RM) ▌ 8-4. Javier Sucre (PRD) ▌ 1-1. Yesica Romero (CD) ▌ 2-4. Jorge Herrera (PAN) ▌ 4-4. Medin Jiménez (PAN) |